# Stan pomroczny jasny
Stan pomroczny jasny (organiczne zaburzenia dysocjacyjne, zamroczenie jasne) – pozorna zborność ruchowa występująca przy jakościowym zaburzeniu świadomości. Może występować jako część zespołu zamroczeniowego. Często związana jest z padaczką.
W przypadku stanu pomrocznego jasnego chory wykazuje zaburzenia pamięci, a po przeminięciu tego okresu chorobowego następuje całkowita utrata pamięci lub jej fragmentów. Orientacja jest dość dobrze zachowana, natomiast ze względu na istniejące zaburzenia świadomości człowiek obserwowany przez otoczenie odbierany jest jako roztargniony, smutny, chory.  Zachowanie chorego jest dość zborne, bowiem czynności automatyczne są dobrze zachowane.